# Kungariket Kinda

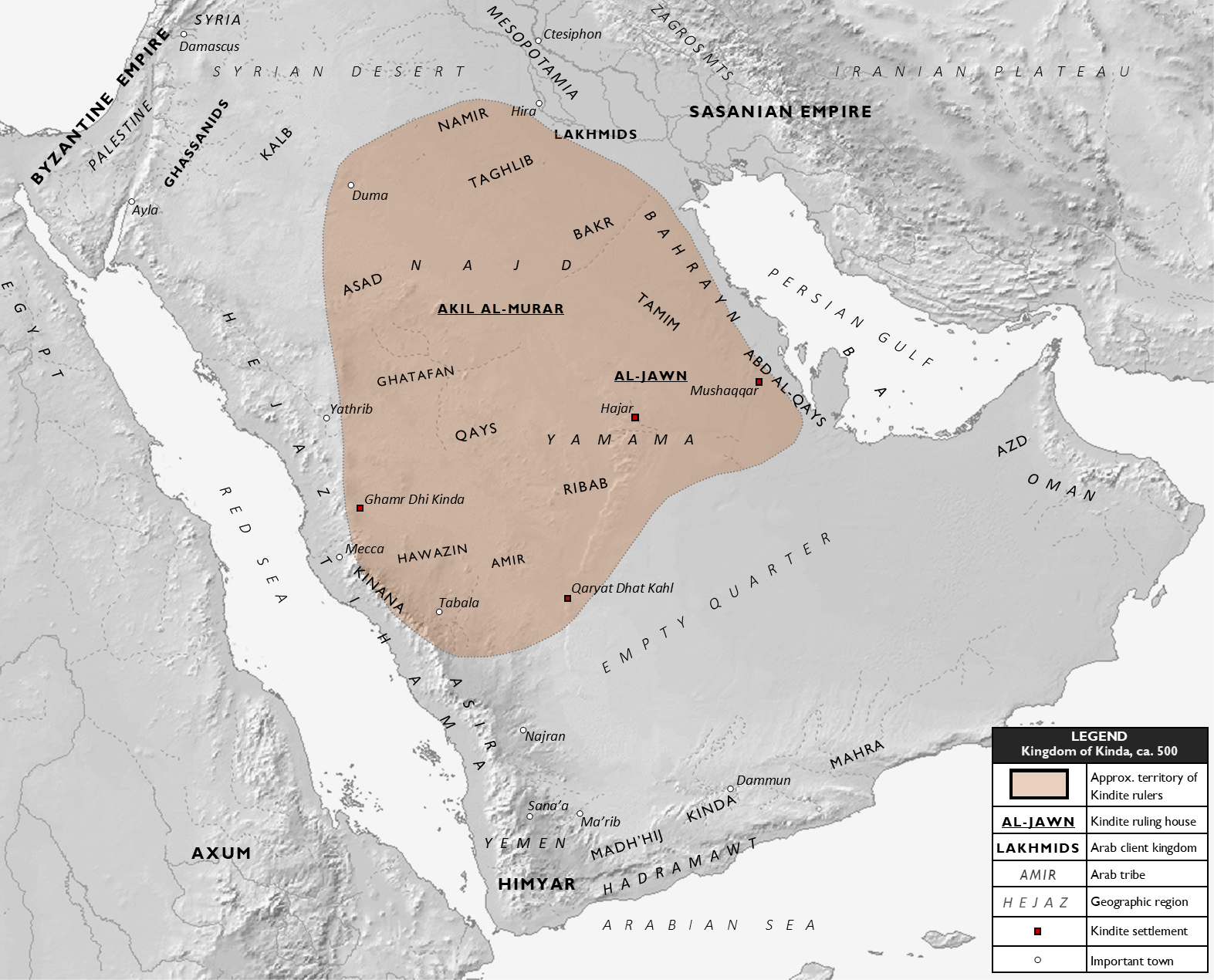
Kungariket Kinda, cirka 500.

Kungariket Kinda var ett historiskt rike i norra och centrala arabiska halvön mellan cirka 450 och cirka 550 e.Kr. Det bestod av en konfederation av beduinska nomadstammar under ledning av Banu Akil al-Murar, en familj ur kindastammen i södra Arabien, som med tillstånd av Ma'add-konfederationen av stammar och stöd av himyariternas kungarike i Sydarabien regerade över norra och centrala Arabiens stammar. Det var troligen den första centraliserade statsbildningen i centrala Arabien. Religionen i riket var delvis kristendomen.